# Molí de l'Abanà
El Molí de l'Abanà és una obra de Roda de Berà (Tarragonès) inclosa a l'Inventari del Patrimoni Arquitectònic de Catalunya.

## Descripció
Queden vestigis de la paret de la bassa. El molí fou enderrocat per construir-hi el pont que creua l'autopista, es localitza a l'angle mateix de l'esmentat pont i d'altre per on l'autopista creua el torrent de Bonastre o dit tanmateix torrent del Mas del Nin.

## Història
Els Joan Parés foren cinc generacions de moliners i els descendents encara són coneguts com a "Joan el Moliner".